# Sable Batié
Sable Batié is een Kameroense voetbalclub uit Batié. De club werd in 1995 opgericht en werd vier jaar later kampioen.

## Erelijst
- Landskampioen

1999
- Beker van Kameroen

Finalist: 2002, 2003

## Bekende (ex-)spelers
- Emmanuel Kenmogne

Aigle Royal Menoua ·
APEJES Academy ·
Bamboutos FC ·
Canon Yaoundé ·
Cotonsport Garoua · 
CS Dja et Lobo · 
Dragon Yaoundé · 
Eding Sport · 
Feutcheu FC ·
Les Astres FC ·
Lion Blessé ·
New Star Douala ·
Racing FC Bafoussam ·
Stade Renard de Melong · 
Union Douala ·
Unisport Bafang ·
UMS de Loum ·
Young Sport Academy Bamenda